# Культура Древнего Египта

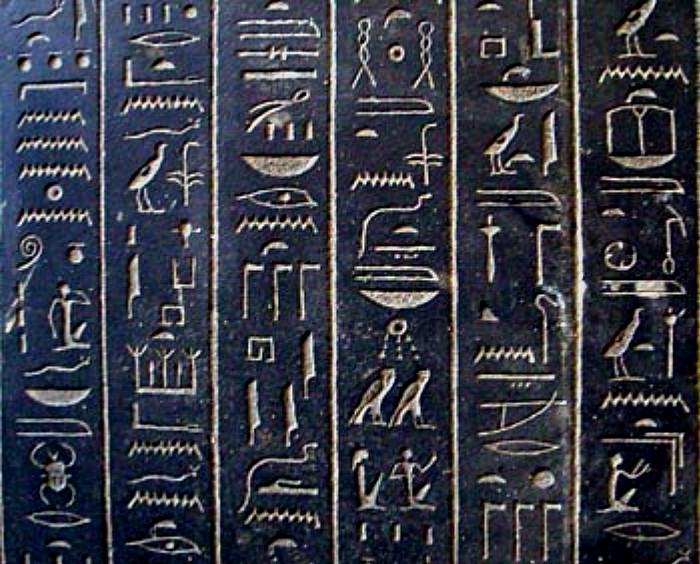
Египетская иероглифическая надпись на саркофаге

Цивилизация Древнего Египта, возникшая около 4 тысяч лет до н. э., была одной из древнейших в мире. Благоприятные естественные условия способствовали очень раннему развитию культуры и искусства в Древнем Египте. В эту эпоху древние египтяне умели делать из драгоценных металлов ювелирные украшения тонкой работы, появилась письменность, постепенно стали накапливаться научные знания.
Древнеегипетский язык известен учёным по огромному количеству сохранившихся надписей иероглифической письменности, выполненных на камне и папирусах. Египетский язык является одним из древнейших языков мира, имевших письменность — самые ранние из дошедших до нас древних текстов относятся к рубежу 3—4-го тысячелетий до н. э. Одним из самых выдающихся достижений египтян была система письменности, которая могла передавать многие оттенки мысли, сложные движения человеческой души. Архитектура Древнего Египта известна по сооружениям гробниц — пирамиды Гизы, храмовых и дворцовых комплексов — Луксорский храм, дворцы Амарны. В Древнем Египте не было одной общей религии, а было разнообразие местных культов, посвящённых определённым божествам. В области науки, медицины и математики Древний Египет достиг высокого для своего времени уровня. Традиционный эмпиризм, о чём свидетельствуют папирусы Эдвина Смита и Эберса (ок. 1600 г. до н. э.), впервые появился в Древнем Египте.
Древний Египет оставил мировой цивилизации огромное культурное наследие, произведения его искусства ещё в древности вывозились в различные уголки мира и широко копировались мастерами других стран.

## Язык и письменность
| Виды письма в Древнем Египте | Виды письма в Древнем Египте |
| ---------------------------- | ---------------------------- |
| Иероглифика                  | Иератика                     |
| Демотика                     | Коптское письмо              |

Древнеегипетский язык известен учёным по большому количеству сохранившихся надписей иероглифической письменности, выполненных на камне и папирусах. Поскольку он является мёртвым языком, то на заре египтологии существовала проблема его дешифровки, с которой успешно справился французский учёный Ж. Ф. Шампольон в 1822 году, с помощью двуязычных греко-египетских надписей. Современная наука относит египетский язык к афразийской языковой семье, внутри которой предполагается его близость либо к семитским, либо к чадским языкам. Формирование языка происходило в додинастический период (ок. 5200—3000 годы до н. э.), когда из различных энеолитических культур Египта начинали выделяться протоегипетские племена. Позднее, на протяжении всего династического периода (длительность около 2700 лет), язык египтян проходил разные этапы развития и трансформации, таким образом, язык носителей, например периодов Раннего и Нового царств, имел значительные различия. С эллинистического периода египтяне начинали испытывать сильное влияние древнегреческого языка, позднее, с приходом римлян — некоторое влияние латинского. После арабского завоевания последние носители египетского языка растворились в среде пришлого арабского населения долины и дельты Нила, у которого они перенимали новый язык и обычаи. Исключение составила небольшая часть египтян — копты, говорящие на коптском языке, являвшимся последней ступенью развития древнеегипетского языка, и ставшим со временем языком религиозных церемоний (развивался со II века, считается мёртвым с XIX века).
Египетский язык является одним из древнейших языков мира, имевшим письменность — самые ранние из сохранившихся древних текстов относятся к рубежу 4-го и 3-го тысячелетий до н. э.. С этого периода египетское письмо располагало как знаками, «изображавшими» слова, так и знаками, обозначавшими сочетания согласных, более того, буквенными знаками для отдельных согласных и обобщёнными определителями, изобразительно намекавшими, к какому кругу понятий слово по смыслу относится. Счетоводы использовали огромные величины: 10 000, 100 000 и даже 1 000 000, для которых имелись свои слова и знаки. Письменность египтян подразделялась на несколько видов: иероглифика — из множества изображений (иероглифов), иератика — из сокращённых их начертаний и демотика — из ещё более упрощённых, иногда и слитных знаков. Древние египтяне чаще всего писали горизонтальными строчками, справа налево, реже — слева направо. Иногда писали вертикальными столбцами, которые всегда читались сверху вниз. Несмотря на преимущественное направление египетского письма справа налево, в современной научной литературе из практических соображений чаще принято написание слева направо. От египетской письменности происходит мероитское и коптское письмо (незначительно). К середине 1-го тысячелетия все виды египетского письма исчезли, самая поздняя обнаруженная надпись иероглификой относится к IV веку, а демотикой к V веку.
Одним из выдающихся достижений древних египтян была своеобразная система письменности, которая делилась на три вида написания: иероглифику, от которой произошла более беглая иератика, развившаяся ок. 700 года до н. э. в ещё более быстрый курсив с большим количеством лигатур — демотику.
Египетское иероглифическое письмо использовалась в Древнем Египте на протяжении почти 3500 лет, начиная с рубежа 4-го и 3-го тыс. до н. э. Иератическое письмо применялось для записи текстов на египетском языке. Это ранняя форма древнеегипетской скорописи, возникшая во время I династии при нанесении иероглифических знаков кисточкой на папирус, остраконы, камень или кожу, в результате чего знаки получили более округлую, курсивную форму. Демотическое письмо применялось для записи текстов на поздних стадиях египетского языка.

## Древнеегипетская литература

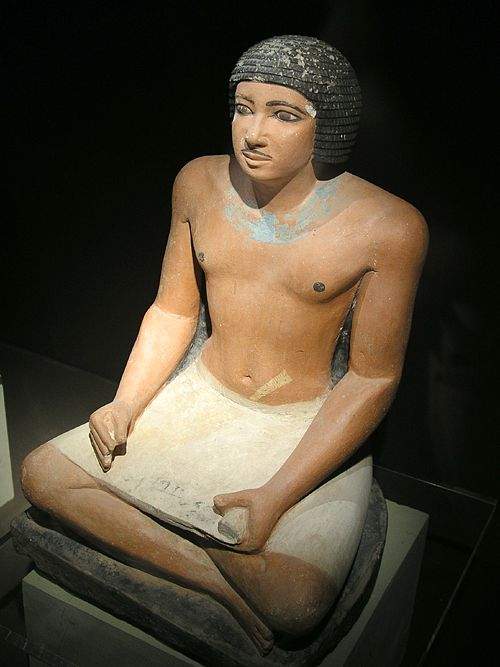
Статуя сидящего египетского писца, держащего папирус на коленях. Найдена в западном кладбище в Гизе (V династия Египта, XXV—XXIV века до н. э.)

Египетская литература, написанная с фараоновского периода Древнего Египта до конца римского господства вместе с шумерской литературой, считается первой литературой мира. За три тысячи лет египтяне создали богатую художественную литературу, разработали её различные жанры.
К периоду Древнего царства (XXVI—XXII века до н. э.) в литературное творчество входили погребальные тексты, письма, религиозные гимны и стихи и памятные автобиографические тексты, рассказывающие о карьерах выдающихся вельмож. Только в начале Среднего царства (XXI—XVII века до н. э.) была создана повествовательная литература. Это была «революция средств», которая, по словам Р. Б. Паркинсона, была результатом возвышения интеллектуального класса писцов, новых культурных чувств индивидуальности, беспрецедентных уровней грамотности и большего доступа к письменному материалу.
На протяжении древнеегипетской истории, чтение и письмо являлись основными требованиями для службы в государственных учреждениях, хотя правительственные чиновники получили помощь в повседневной работе от элитной, грамотной социальной группы — писцов. Как видно из папируса Анастаси II периода Рамессидов, писцам надо было даже «организовать раскопки озера и строительство кирпичного пандуса, определять число мужчин на транспортировку обелиска и организовать снабжение военной миссии». Кроме того, чтобы служить в правительстве, писцы также оказывали услуги неграмотным людям в составлении писем, рекламных материалов и юридических документов.
Грамотные люди, как полагают, составляли лишь 1 % населения, остальная часть включала неграмотных крестьян, пастухов, ремесленников и других рабочих, а также торговцев, которым нужна была помощь писцовых секретарей. Привилегированный статус писца является предметом популярного в период Рамессидов учебного текста «Сатира профессий» (pSallier II), в которой автор высмеивал тяжесть профессий скульптора, столяра, гончара, рыбака, земледельца, гонца и других в противовес профессии писца.
Тексты выполнялись самыми разнообразными приспособлениями. Наряду с долотом, необходимым для вырезания надписей на камне, главным инструментом для письма в Древнем Египте была тростниковая ручка. Ручки обмакивали в пигменты: чёрный (уголь) и красный (охру) — для записи на свитках папируса — тонкого материала, изготовленного при сбивании полос сердцевины стеблей растения Cyperus papyrus, а также на небольших керамических или известняковых черепках. Считается, что папирусные свитки были довольно дорогими коммерческими предметами, поскольку многие из них являются палимпсестами — рукописями, в которых более старый текст смыт или соскоблен, чтобы освободить место для нового. Это явление, вместе с практикой отрывания частей папирусных документов для более маленьких писем, говорит о том, что были сезонные дефициты, вызванные ограниченным вегетационным периодом растения Cyperus papyrus. Это также объясняет частое использование остраконов и известняковых хлопьев как средства написания для более коротких письменных работ. Кроме камня, керамических остраконов и папируса писали на дереве, слоновой кости и гипсе.

#### Повествовательная литература

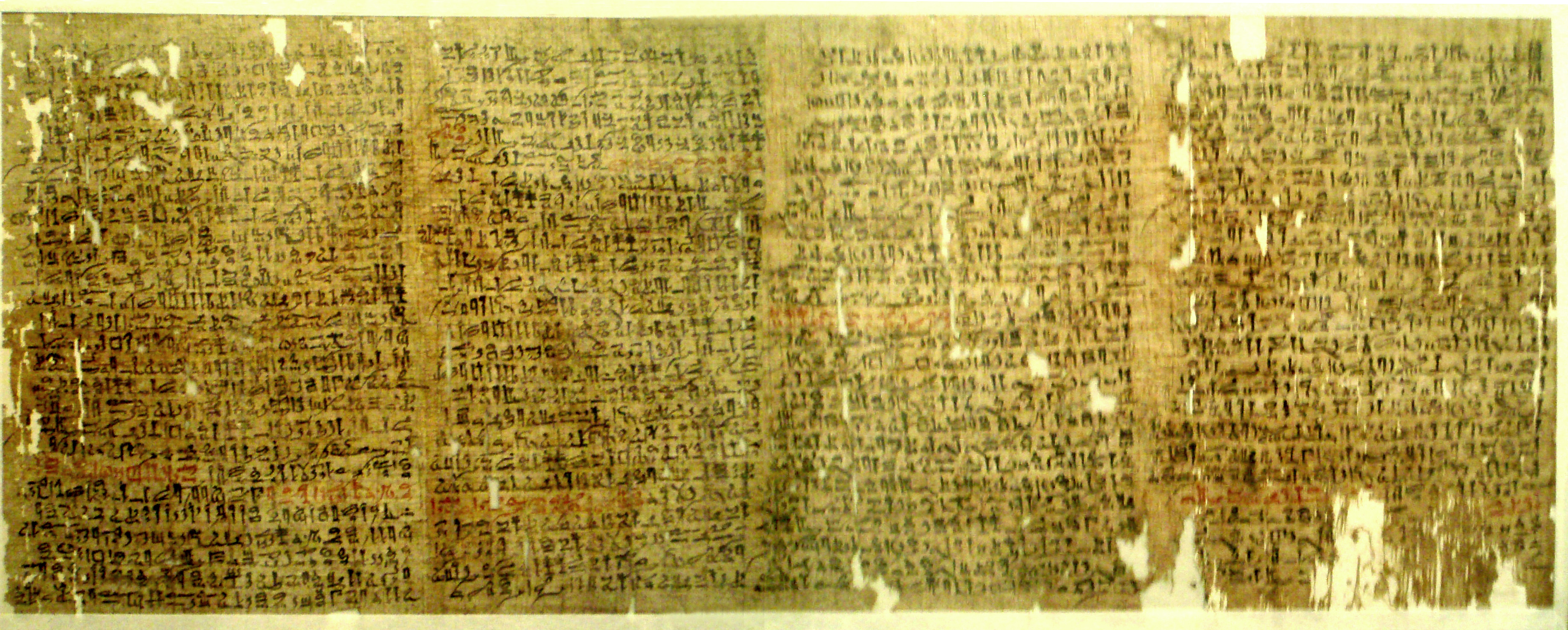
Папирус Весткар, написанный иератикой в XV—XVII династиях, содержит более раннюю «Сказку о дворе царя Хеопса», которая написана на среднеегипетском языке, использовавшемся во времена XII династии

Сказки и рассказы являются, вероятно, наименее представленным жанром из сохранившейся литературы Среднего царства и среднеегипетского языка:109. С рамессидского периода Нового царства до позднего периода Древнего Египта, однако, повествовательная литература составляет большинство сохранившихся литературных произведений. Среди важных рассказов можно назвать произведения «Сказка о дворе царя Хеопса», «Царь Неферкаре и генерал Сасенет», «Повесть о красноречивом крестьянине», «Сказание Синухе» и «Сказка о потерпевшем кораблекрушение». Повествовательный корпус Нового царства включает «Ссора Апепи и Секененре», «Взятие Юпы», «Обречённый принц», «Повесть о двух братьях», и «Путешествия Уну-Амона»:150-175.
Среди рассказов 1-го тысячелетия до н. э., написанных демотикой, можно назвать рассказ «Стелы голода» (написанный при Птолемеях, но с сюжетом о Древнем царстве), и циклы рассказов птолемеевского и римского периодов, которые преобразуют известных исторических деятелей, таких как Хаэмуас (XIX династии) и Инароса (первого персидского периода) в вымышленных, легендарных героев. До этого, в рассказах на новоегипетском языке, авторы чаще всего описывали божественных и мифологических героев.

#### Поучения
Жанры «поучения» (или «указания», «инструкции»), а также жанр «размышляющего дискурса», могут быть сгруппированы в рамки широкого понятия литературы мудрости, распространённой в древности на Ближнем Востоке:110. Жанр имеет дидактическую направленность и, как полагают, входил в Среднем царстве в программу образования писца:110, 235. Тем не менее, поучения часто включают в себя повествовательные элементы развлекательного характера:110, 235. Есть доказательства того, что тексты поучения были созданы в первую очередь не для использования в образовании, а в идеологических целях:236-237. Например, Адольф Эрман пишет, что вымышленное поучение Аменемхета I (ок. 1991—1962 до н. э.) своим сыновьям «далеко выходит за рамки школьной философии, и нет никакого отношения к школе в предупреждении своих детей быть верными царю»:54. В то время как повествовательная литература (как, например, «Повесть о красноречивом крестьянине») подчёркивает тему индивидуального героя, бросающего вызов обществу и принятым идеологиям; тексты поучений, напротив, подчёркивают необходимость соблюдения принятых догм:217.

Ключевыми словами в преподавании текста являются «знать» (rh) и «обучить» (sba.yt):110. Эти тексты обычно имеют шаблонное название «поучение сделанное X-ом для Y-а», где X может быть авторитетной фигурой (например, визирем или фараоном), оказывающим моральное указание своему сыну или своим сыновьям. Иногда трудно определить, сколько имеется вымышленных адресатов, так как в одном тексте иногда используется и единственное и множественное число:236-238.
Справа: «Поучение верноподданного» - иератическая копия Нового царства
Примерами жанра поучения можно назвать «Поучения Птаххотепа», «Поучения Кагемни», «Поучение Мерикара», «Поучение Аменемхета», «Поучение Харджедефа», «Поучение верноподданного», и «Поучение Аменемопе»:313-319. Сохранившиеся от Среднего царства поучительные тексты преимущественно написаны на папирусах:235-236, хотя обрывочные их варианты имеются на остраконах и дощечках:458. Самый ранний пример деревянной школьной доски с копией учебного текста (Поучения Птаххотепа) восходит к XVIII династии:235-236. Поучения Птаххотепа и Кагемни были обнаружены на папирусе Присса, написанном во время правления XII династии Среднего царства:313-315. Первая часть «Поучения верноподданного» сохранилась на каменной стеле казначея Сехетепибре XII династии:318-319, а вторая часть установлена по 69 копиям Нового царства. Поучения Мерикара, Аменемхета и Харджедефа являются подлинными текстами Среднего царства, но сохранились только в копиях Нового царства:313-319. Поучение Аменемопе является компиляцией времён Нового царства.

### Плачи, беседы, диалоги и пророчества
К жанру Среднего царства — «пророческих текстов», «плачей», «бесед», «диалогов» или «апокалиптической литературе»:110, 193:283:6-7 — принадлежат такие произведения, как «Речение Ипувера», «Пророчество Неферти» и «Беседа разочарованного со своим Ба» (по-видимому, относящиеся к Первому переходному периоду). Насколько известно, этот жанр не имел прецедентов в Древнем царстве, и никаких оригинальных сочинений не было написано в Новом царстве:103. Тем не менее, произведения типа «Пророчество Неферти» часто копировались в рамессидский период Нового царства:6-7, когда этот жанр Среднего царства был канонизирован, но прекращён:232-233. Египетская пророческая литература возродилась в греческой династии Птолемеев и в римский период, когда написаны были такие произведения, как «Демотическая хроника», «Оракул агнца», «Оракул гончара» и два пророческих текста, в которых главным героем является Нектанеб II (ок. 360—343 до н. э.):233:283-304. Наряду с поучительными текстами, эти тексты входят в категорию литературы мудрости, распространённой на Ближнем Востоке.

## Изобразительное искусство
На протяжении более 3500 лет художники придерживались форм и канонов, которые были разработаны ещё во времена Древнего царства, следуя строгому набору принципов, сохранявшихся даже в периоды иностранного влияния и внутренних изменений. Эти художественные стандарты выражались в простых линиях, формах, характерной плоской проекции фигур, без указания пространственной глубины, что создавало ощущение порядка и баланса композиции. Изображения и текст были тесно переплетены на усыпальницах и стенах храмов, гробницах, стелах и статуях. Краски получали из минералов, таких как железная руда (красная и жёлтая охра), медные руды (синий и зелёный), сажа или древесный уголь (чёрный) и известняк (белый). Их могли смешивать с гуммиарабиком для вязкости и разделять на куски, которые могли быть смочены водой при необходимости:74.

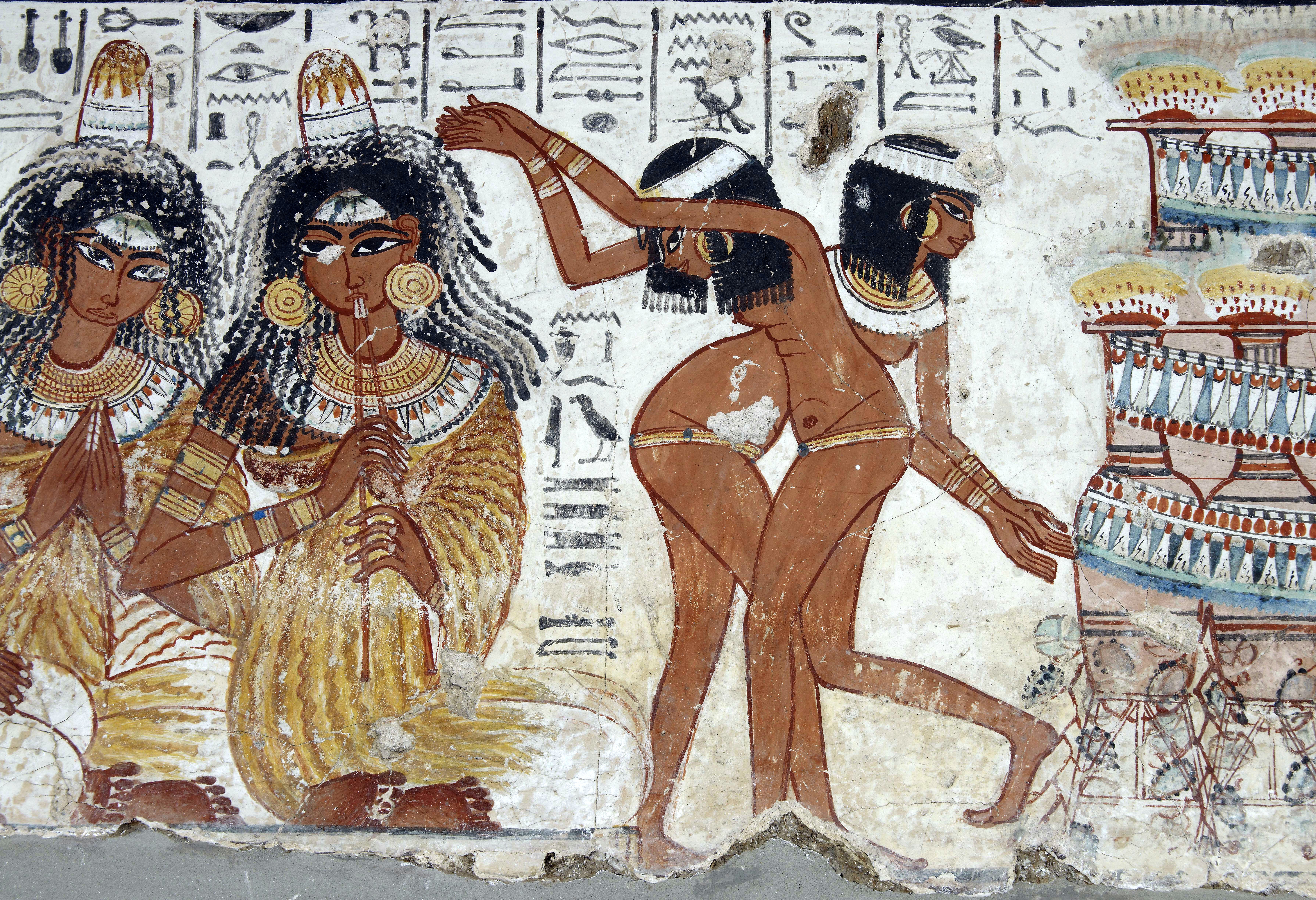
Египетская роспись из гробницы Небамона, ок. 1400 до н. э.

Хотя каноны древнеегипетского искусства сохранялись на протяжении тысячелетий, художественный стиль некоторых периодов отражал изменение культурных и политических взглядов. Так, в Аварисе найдены фрески в минойском стиле, появившиеся после вторжения гиксосов, а в период правления Эхнатона получило развитие «амарнское искусство», для которого характерно реалистичное изображение окружающего мира.

### Живопись
В Древнем Египте все рельефы ярко раскрашивались, меньше всего изображений было во дворцах, храмах и гробницах, там рисунки были только на поверхности. Многие древние египетские рельефы сохранились благодаря засушливому климату. Каменная поверхность готовилась к покраске — грубый слой грязи с более мягким слоем гипса сверху, потом известняк — и краска ложилась ровно. Строительные пигменты были, как правило, минеральными, чтобы защитить изображения от солнечного света. Состав краски был неоднородным — яичная темпера, разнообразные вязкие вещества и смолы. В конечном счёте настоящая фреска не получалась и не использовалась. Вместо этого использовалась краска на слое высушенного пластыря, так называемая фреска a secco. Сверху живопись покрывалась слоем лака или смолы, чтобы сохранить изображение надолго. Небольшие изображения, выполненные в такой технике, хорошо сохранились, хотя на крупных статуях практически не встречаются. Чаще всего, используя подобные методы, раскрашивались маленькие статуи, особенно деревянные.

### Архитектура

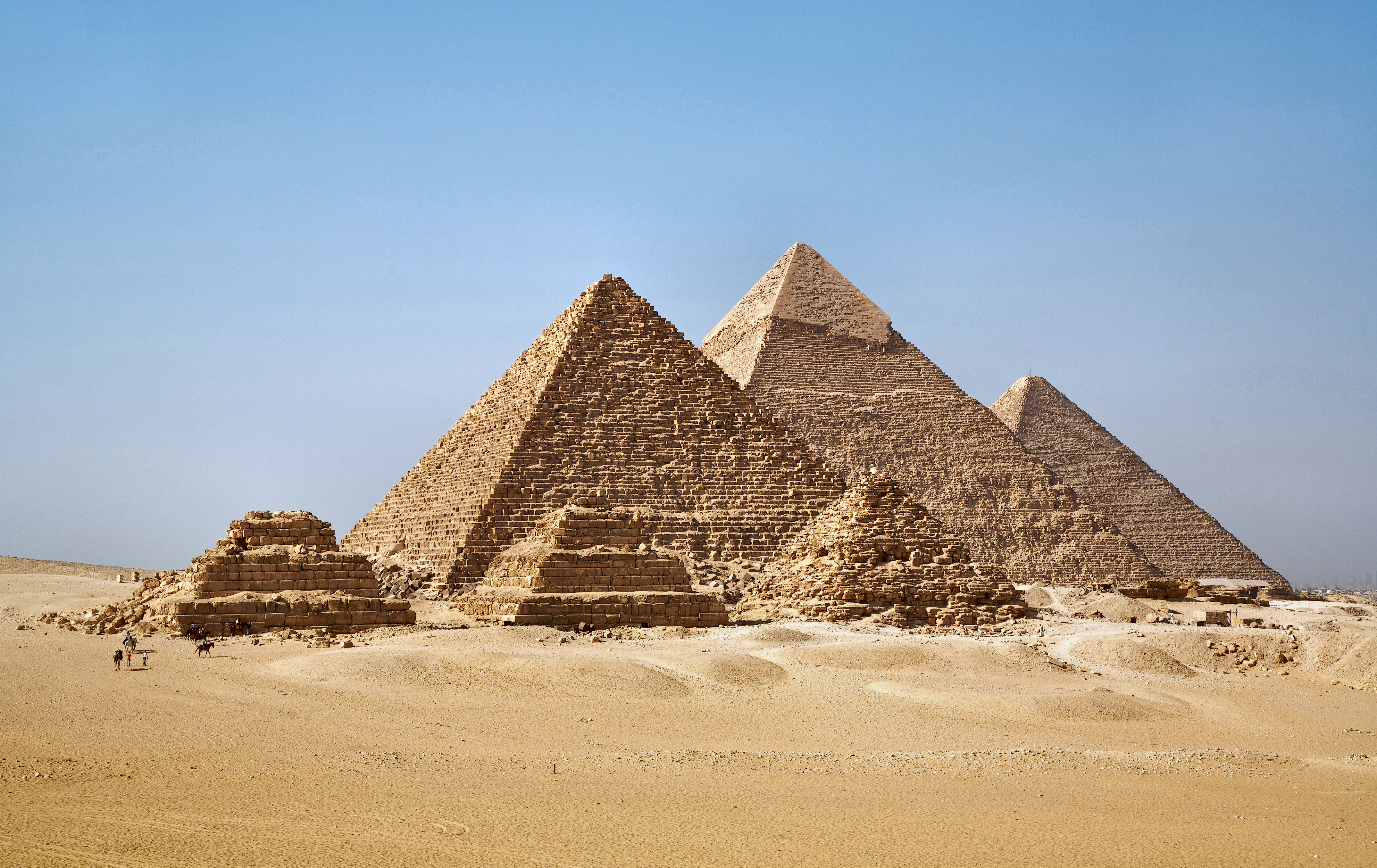
Пирамиды в Гизе

Архитектура Древнего Египта известна по сооружениям гробниц — пирамиды Гизы, храмовых и дворцовых комплексов — Луксорский храм, Карнакский комплекс, дворцы Амарны.
Наружные и внутренние стены зданий, а также колонны покрывались иероглифами и фресками ярких цветов. Мотивы многих египетских орнаментов, такие как изображения скарабея или священного жука, солнечного диска и кречета, являются символическими. Другие распространённые мотивы включают пальмовые листья, папирус, а также почки и цветки лотоса. Планировка многих культовых сооружений соотносилась с явлениями солнцестояния и равноденствия. Иероглифы использовались не только в декоративных целях, но и чтобы сохранить исторические события, войны, которые велись, богов, которым поклонялись, быт древних египтян, жизнь и смерть фараонов, правивших древним государством.
Египетские пирамиды — величайшие архитектурные памятники Древнего Египта, среди которых одно из семи чудес света — пирамида Хеопса. Пирамиды представляют собой огромные каменные сооружения пирамидальной формы. Некоторые из них использовались в качестве гробниц для фараонов Древнего Египта. Слово «пирамида» — греческое. По мнению одних исследователей, большая куча пшеницы послужила прообразом пирамиды. По мнению других учёных, это слово произошло от названия поминального пирога пирамидальной формы. Всего в Египте обнаружено 118 пирамид. По общепризнанной версии, первая египетская пирамида построена по приказу фараона III династии Джосера — Ступенчатая пирамида в Саккаре, архитектором которой, согласно древнеегипетской традиции, считается высший сановник (чати) Джосера Имхотеп. По мнению египтологов, эта пирамида является развитием мастабы — традиционной гробницы знати в Древнем Египте периодов Раннего и Древнего царств. Самыми известными пирамидами являются Великие пирамиды на плато Гиза (пирамиды Хеопса, Хефрена и Микерина).

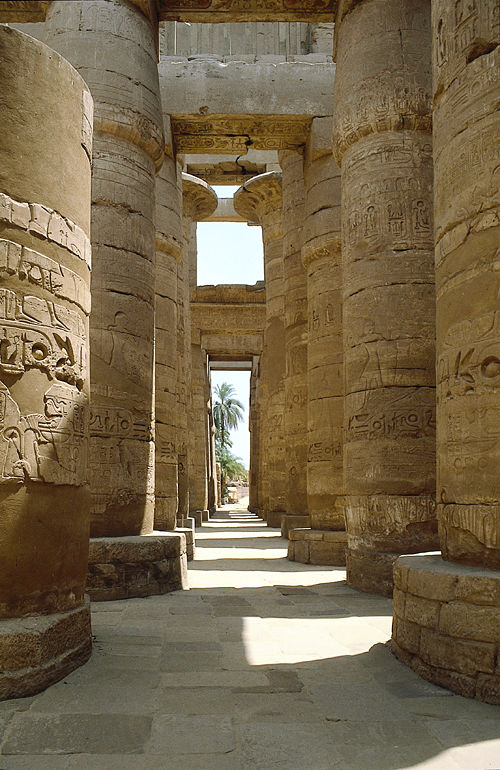
Большой гипостильный зал (конец XIV — начало XIII века до н. э.) Карнакского храма

Древний Египет, положивший начало архитектуре, был страной, лишённой строительного леса. Дерева было также мало, как и в других оазисах африканской пустыни, основная растительность — пальмы, дающие дерево плохого качества, и тростник. Всё это во многом определило то, что основными строительными материалами были необожжённый кирпич-сырец и камень, главным образом, известняк, добываемый в Нильской долине, а также песчаник и гранит. Камень использовался в основном для гробниц и захоронений, в то время как кирпич шёл на постройку дворцов, крепостей, зданий в окрестностях храмов и городов, а также вспомогательных сооружений для храмов. Древнеегипетские дома строили из грязи, добываемой в Ниле. Её оставляли на солнце, чтобы она высохла и стала пригодной для строительства.
Многие египетские города не сохранились до наших дней, так как располагались в зоне разливов Нила, уровень которого поднимался каждое тысячелетие, в итоге многие города были затоплены, или грязь, использованная для строительства, становилась удобрением для крестьянских полей. Новые города строились на месте старых, поэтому древние поселения и не сохранялись. Однако засушливый климат Древнего Египта сохранил некоторые сооружения из кирпича-сырца — деревня Дейр-эль-Медина, Кахун, город, достигший расцвета в Среднее царство (современный Эль-Лахун), крепостные сооружения в Бухене и Миргиссе. Многие храмы и сооружения сохранились до наших дней, так как они находились на недостижимой для нильских разливов высоте и были построены из камня.
Основное понимание древнеегипетской архитектуры основано на изучении религиозных памятников как наиболее сохранившихся сооружений. Судя по некоторым сохранившимся колоннам храма в Карнаке, египтяне перед укладкой камня кантовали начисто лишь постели и вертикальные швы; лицевая же поверхность камней отёсывалась по окончании постройки здания. Этим приёмом пользовались впоследствии греки. Камни клались без раствора и без всяких искусственных связей. В фиванскую эпоху металлические скрепления, по-видимому, совершенно не употреблялись, и лишь изредка использовались деревянные скобы в форме ласточкина хвоста для связи камней между собой (Мединет-Абу, Абидос) или же для скрепления давших трещину монолитов (Луксорский обелиск).

### Скульптура
Скульптура Древнего Египта — одна из наиболее самобытных и строго канонически разработанных областей искусства Древнего Египта. Скульптура создавалась и развивалась, чтобы представить древнеегипетских богов, фараонов, царей и цариц в физической форме. Статуи богов и фараонов ставились на всеобщее смотрение, как правило, на открытых пространствах и вне храмов.
Статуи, как правило, сохраняют первоначальную форму каменной глыбы или куска дерева, из которого она высечена.

Существовал строгий канон создания древнеегипетской скульптуры: цвет тела мужчины должен был быть темнее цвета тела женщины, руки сидящего человека — на коленях; существовали определённые правила изображения египетских богов. Бога Гора следовало изображать с головой сокола, бога мёртвых Анубиса — с головой шакала. Все скульптуры создавались по данному канону, который за трёхтысячелетнюю историю существования Древнего Египта почти не изменился.

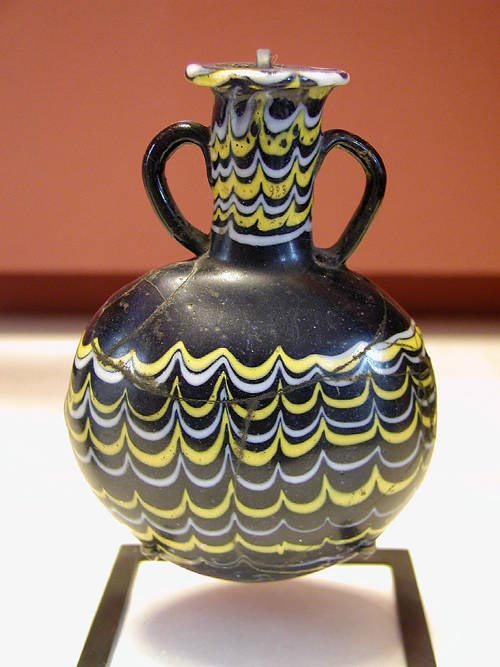
Древнеегипетский стеклянный сосуд Нового царства. Лувр(Франция)

### Фаянс и стекло
Ещё до Древнего царства, древние египтяне изобрели стекловидный материал, известный как египетский фаянс, который они рассматривали как один из видов искусственного полудрагоценного камня. Материал использовали для создания бусин, плитки, статуэток и галантерейных изделий. Египтяне могли использовать несколько методов для создания фаянса, но, как правило, в производстве применяли порошкообразные материалы, которые наносили в виде пасты на дно глины, которую затем обжигали. По схожей технике древние египтяне делали пигмент, также называемый голубой фриттой, который получают путём сплавления (или спекания) оксида кремния, меди, извести и щёлочи, например соды. Продукт могли измельчать и использовать в качестве пигмента.
Древние египтяне изготавливали широкий спектр предметов из стекла с большим мастерством, но не ясно, разработали ли они процесс самостоятельно. Неясно также, делали ли они собственное сырое стекло или просто импортировали предварительно сделанные слитки, которые затем переплавляли. Тем не менее, они обладали техническими знаниями в области изготовления стекла, а также добавлении микроэлементов для контроля цвета готового продукта. Диапазон цветов, которые они производили, включал жёлтый, красный, зелёный, синий, фиолетовый и белый, стекло могло быть также прозрачным или непрозрачным.

## Религия и мифология
В Древнем Египте не существовало одной общей религии, а было большое разнообразие местных культов, посвящённых определённым божествам. Большинство из них имело генотеистический характер (сосредоточенность на поклонении одному божеству с одновременным признанием других), поэтому египетская религия рассматривается как политеистическая.
Божества, почитавшиеся в различных местностях, олицетворяли природные силы и общественные явления. Небо представлялось женщиной или коровой, земля и воздух — мужскими божествами. Бог Тот был покровителем письменности и колдовства, а богиня Маат олицетворяла истину. Явления природы воспринимались как отношения различных божеств. Некоторые боги в древности почитались египтянами в виде животных или птиц. Сокола Гора египтяне связывали с представлениями о могучем небесном божестве. Сокол изображался на племенных штандартах, он же показан приносящим победу Нармеру над Нижним Египтом. После образования государства Гор выступает неизменным покровителем фараонов, которые сами назывались теперь Горами. Слиянию культа Гора с царским способствовало и то, что с развитием поклонения Осирису как умершему фараону, Гор входит в круг осирических мифов. В разные периоды наиболее почитаемыми были божества Ра и позднее отождествляемый с ним Амон, Осирис, Исида, Сет, Птах, Анубис.
В XIV веке до н. э. значительные религиозные реформы проводил фараон Аменхотеп IV (Эхнатон), который ввёл культ Атона (атонизм). Мнение о тождественности религиозной реформы Эхнатона и появления первого монотеизма оспаривается исследователями: Эхнатон практиковал единый культ (генотеизм или монолатрия) Атона не потому, что не верил в существование других богов, а потому, что воздерживался от поклонения любым богам, кроме Атона. Реформа Эхнатона была не только религиозной, но также культурной, всеохватывающей, созданной инициативой самого Эхнатона. После его смерти верховным божеством поклонения вновь стал Амон.

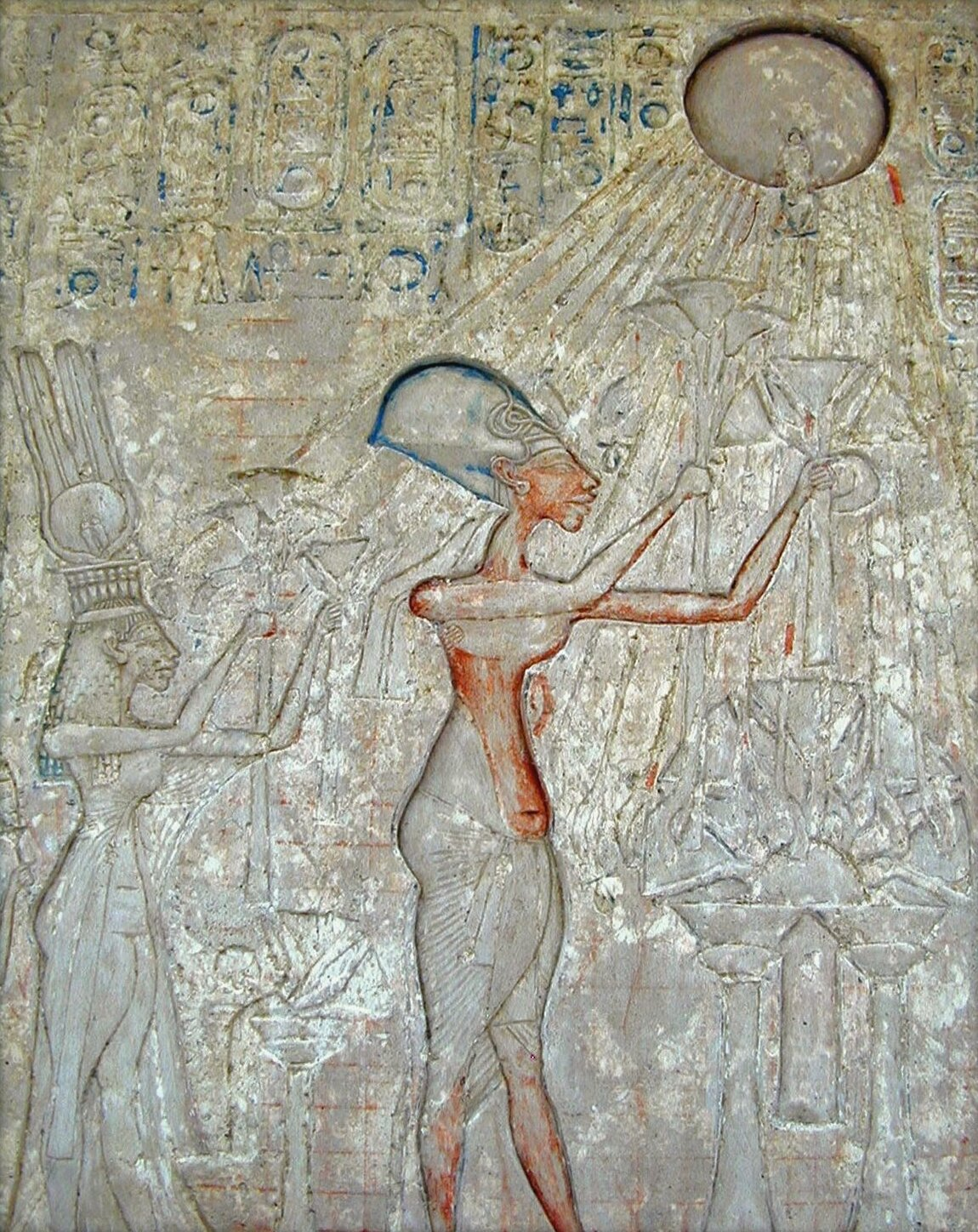
Фараон Эхнатон и Нефертити совершают подношения Атону (XIV век до н.э.). Каирский музей
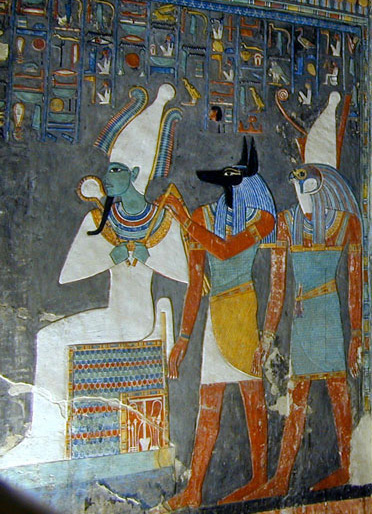
Боги Осирис, Анубис и Гор. Деталь росписи в гробнице фараона Хоремхеба. XIII век до н. э.
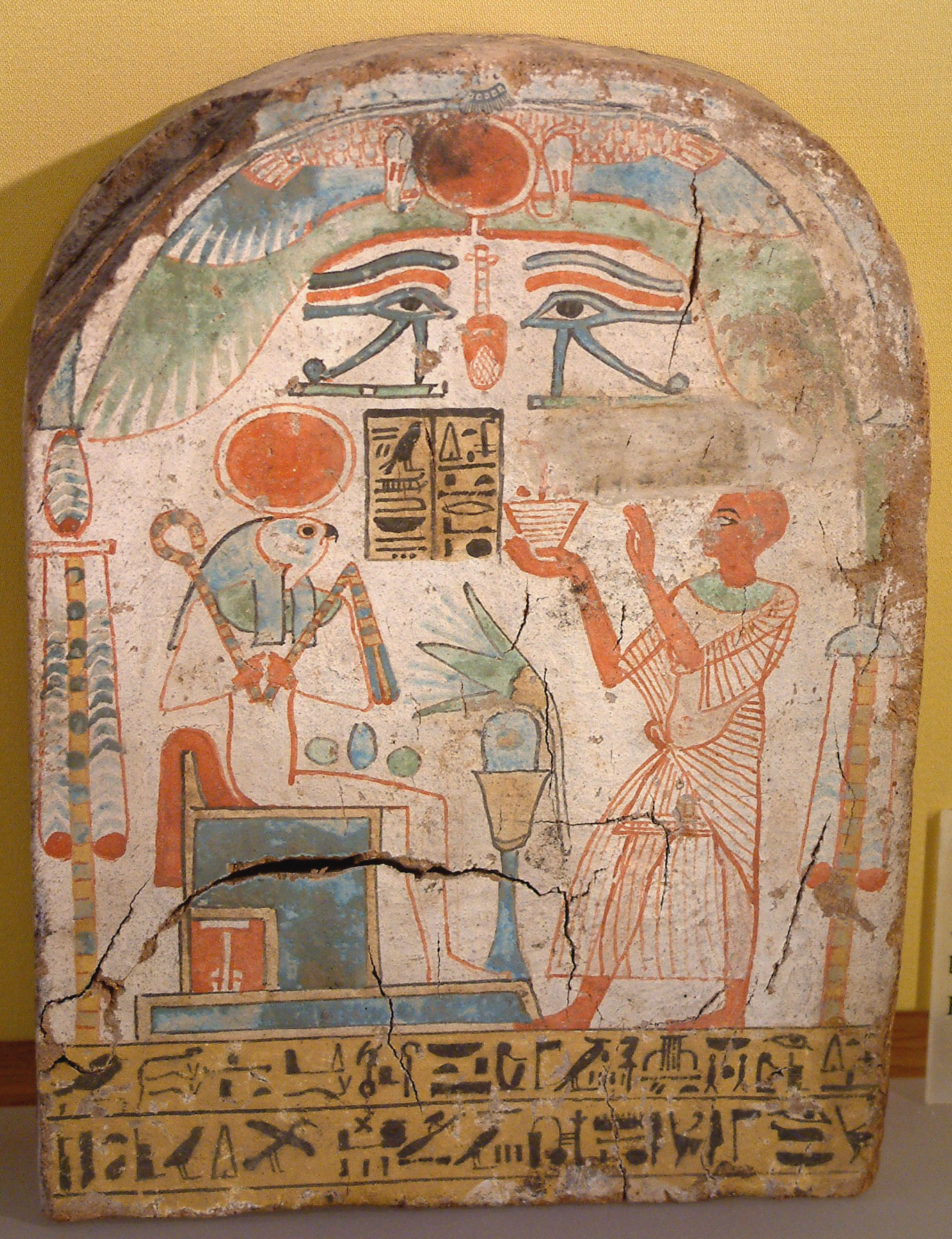
Жрец подносит благовония богу Ра-Атуму-Хорахти. XX династия, ок. 900 год до н. э. Лувр

### Погребальные обряды

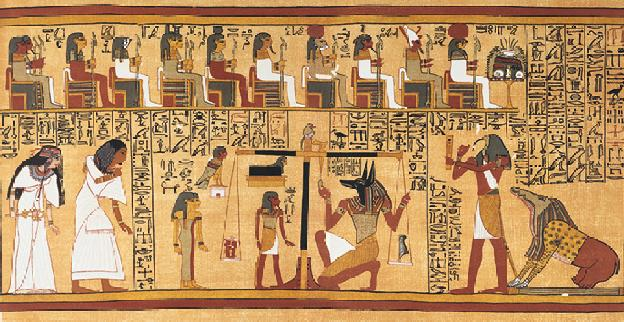
Тот и Анубис взвешивают сердце покойного на суде Осириса. Сцена из Книги мёртвых Ани

Древние египтяне придерживались сложного набора погребальных ритуалов, которые, по их мнению, необходимы для обеспечения бессмертия души после смерти тела. Тело умершего сохраняли с помощью мумификации, выполнялись погребальные ритуалы, а в могилу клали вещи умершего, которые понадобились бы ему в загробной жизни. До Древнего царства тела хоронили в пустыне в ямах, где те сохранялись путём естественного усыхания. Засушливые условия пустыни оставались пригодными для захоронений бедняков, которые не могли позволить себе сложные дорогостоящие захоронения, доступные элите. Состоятельные египтяне хоронили своих мёртвых в каменных гробницах и использовали искусственную мумификацию, включавшую удаление внутренностей, пеленание тела и захоронение в саркофагах или в деревянных гробах. Начиная с IV династии некоторые внутренние органы покойного помещались в канопы.
К эпохе Нового царства египтяне усовершенствовали искусство мумификации, которая занимала 70 дней и включала удаление внутренних органов, мозга через нос и высушивание тела в смеси солей под называнием натр. Тело бинтовалось, между слоями клались защитные амулеты, и помещалось в украшенный антропоморфный гроб. Мумии позднего периода также помещали в окрашенные картонажем саркофаги. Фактическая практика мумификации сильно сократилась в течение эллинистического периода, больше внимания стали уделять внешнему виду мумии.
Богатых египтян хоронили вместе с большим количеством предметов роскоши. Начиная с эпохи Нового царства, в гробницах появились Книги мёртвых, ушебти — статуэтки, которые, как считалось, трудились на благо хозяина в загробном мире. Погребения часто сопровождали ритуалы, в которых покойный волшебным образом вновь «оживал». После похорон родственники покойного должны были иногда приносить еду к гробнице и читать молитвы от имени покойного.

## Кухня

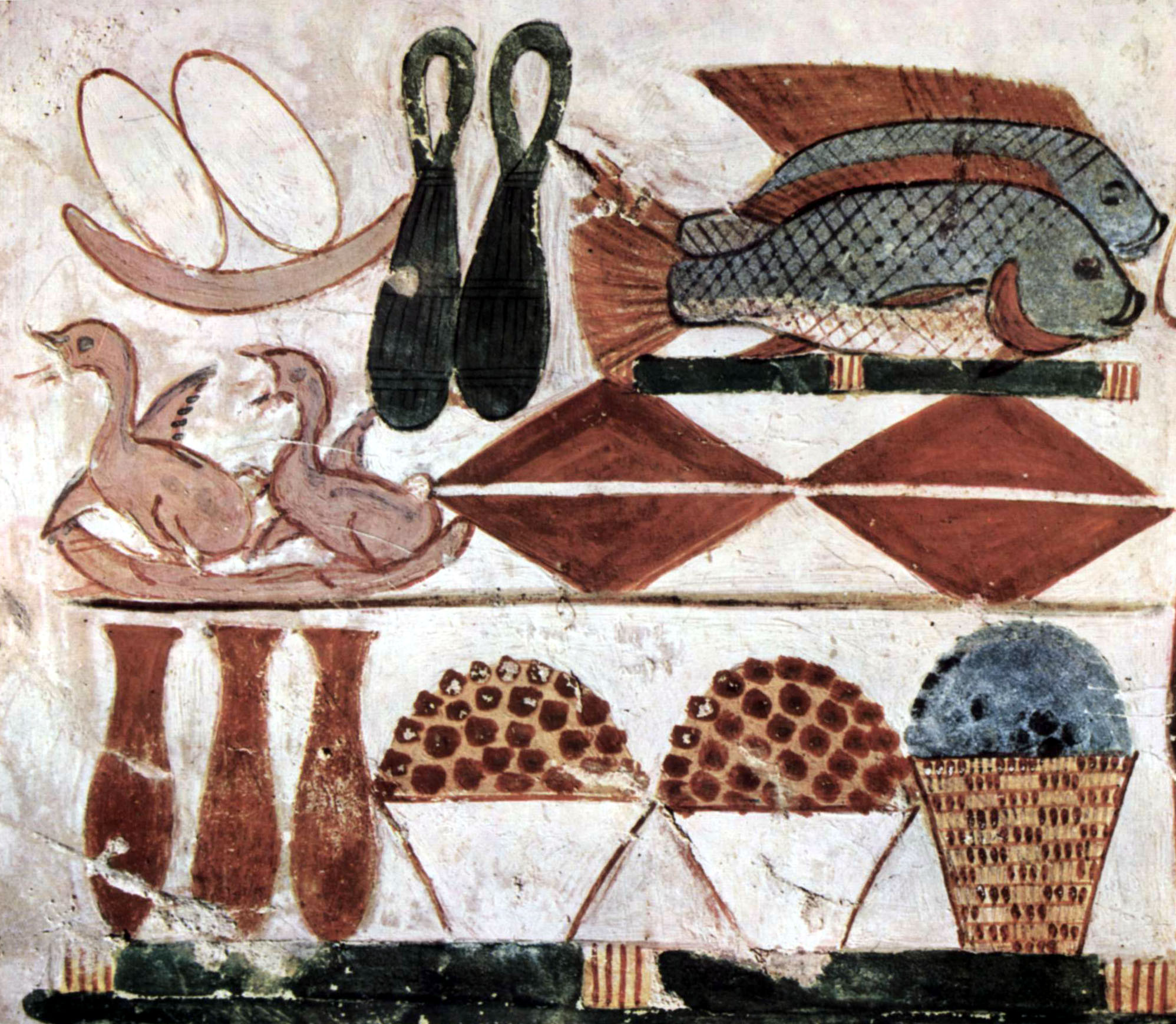
Изображение из гробницы Менны, ок. 1400 год до н. э.

Основной рацион состоял из хлеба и пива и дополнялся овощами, такими как лук и чеснок, и фруктами, например финиками и инжиром. Вино и мясо подавали по праздникам.
Существовало множество разновидностей хлебов и булочек, отличавшихся мукой, формой, степенью пропечённости и добавками в тесто, для чего употреблялись мёд, молоко, фрукты, яйца, жир, масло, финики и т. д. В наше время известно до пятнадцати слов, применявшихся в эпоху Древнего царства для обозначения разных видов хлебобулочных изделий. Были известны молочные продукты — сливки, масло, творог. В качестве подсластителей для напитков и кушаний египтяне пользовались мёдом или плодами рожкового дерева:399—400.
Во времена Позднего царства, по свидетельству Геродота, египтяне ели рыбу, вяленую на солнце или засоленную. Из птиц употребляли в пищу в солёном виде перепёлок, уток и мелких птичек. Птицу и рыбу, кроме почитаемых священными, ели также в жареном или варёном виде. В рационе древних египтян присутствовали горох, бобы и нут, огурцы, в больших количествах выращивался салат-латук. Особо выделялись из прочих «продуктов года» лук и лук-порей, ценился также чеснок. Были распространены дыни и арбузы. Летом к рациону добавлялись виноград, фиги, финики и плоды сикомора. Выращиваемые со времён гиксосов гранатовые, оливковые деревья и яблони давали богатые урожаи. Были известны, но редки и доступны немногим кокосовые орехи. Употреблялись также плоды мимозы, баланитеса египетского и некоторых других, до сих пор не идентифицированных деревьев:399—400.

## Повседневная жизнь
Египтяне уделяли большое значение внешнему виду и личной гигиене. Они мылись в водах рек и использовали мыло в виде пасты из животных жиров и мела. Для соблюдения чистоты мужчины брили всё тело и использовали духи, отбивающие неприятные запахи, и мази, успокаивающие кожу:403. Масла делались из растительного или животного жира и приправлялись миррой, благовониями или скипидаром. Один из видов соли — bed — использовали для полоскания горла. После умывания делали маникюр и педикюр, а на лицо накладывали макияж. На веки наносили зелёную краску из малахита. Слишком тёмную кожу осветляли с помощью краски на основе жёлтой охры; её же наносили на губы и румянили щёки. Глаза обводили тёмной линией. Ногти, ладони и ступни красили хной:403.
Одежду шили из простых выбеленных отрезов льна. Женщины носили платья-калазирисы, а мужчины набедренные повязки схенти, рабочие как правило ходили без одежды, иногда оборачивали вокруг бёдер кусок ткани. Ходили египтяне либо босиком, либо в тростниковых сандалиях. Дети ходили без одежды до достижения возраста около 12 лет. Мальчикам делали обрезание и обривали головы. Мужчины и женщины из высших слоёв общества носили парики и украшения, пользовались косметикой. Как правило, носились короткие парики, однако на протяжении веков мода на их размер менялась. Детям полагалось носить локон юности, жрецы брили головы.
Матери несли ответственность по уходу за детьми, а отцы обеспечивали семейный доход:403.

## Развлечения в Древнем Египте

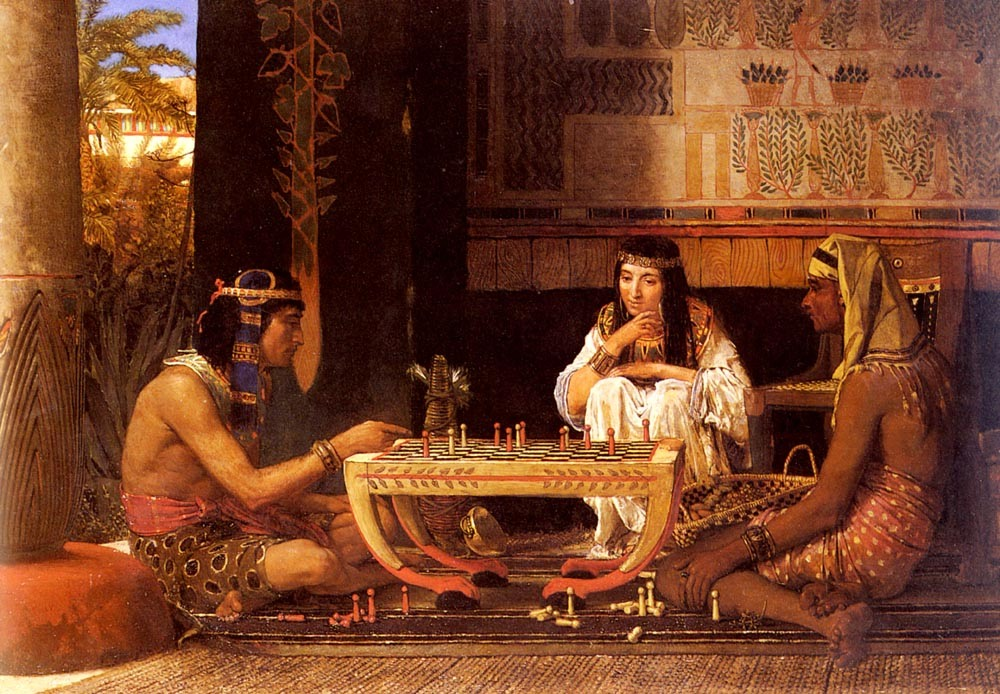
Древнеегипетские игроки в шахматы (1879). Художник Лоуренс Альма-Тадема

Развлекались египтяне играми (например, мехен или сенет).  Учёным известно, что жители Древнего Египта любили играть в настольные игры, но их правила не сохранились. Игровое снаряжение изготовлялось из различных пород дерева вместе с другими материалами.
Среди детей были популярны различные игрушки, жонглирование и игры с мячом, также были найдены свидетельства популярности борьбы. Богатые люди практиковали охоту (в том числе с использованием специально обученных собак) и катание на лодках.

О значении музыки в Древнем Египте говорят настенные рельефы храмов и гробниц. Древнейшими музыкальными инструментами египтян были арфа и флейта. В период Нового царства египтяне играли на колоколах, бубнах, барабанах и лирах, ввозимых из Азии. Богатые люди устраивали приёмы с приглашением профессиональных музыкантов. Распространены были и танцы.

Фронтиспис «Описания Египта»

## Наследие
Древний Египет оставил огромное культурное наследие для мировой цивилизации, произведения его искусства ещё в древности вывозились в различные уголки мира и широко копировались мастерами других стран. Египетская культура оказала большое влияние на древних римлян. Культ богини Исиды получил широкое распространение в Риме. Египетский скульптурный портрет, пейзажная живопись, обелиски и другие элементы архитектуры, львы и сфинксы были восприняты античным искусством, а через него европейским.
Древнеегипетская культура и цивилизация заложили основу для последующего культурного развития многих народов. Своеобразные архитектурные формы — величественные пирамиды, храмы, дворцы и обелиски, вдохновляли воображение путешественников и исследователей в течение многих столетий. Египетскими мастерами создавались прекрасные настенные росписи и статуи, были освоены способы производства стекла и фаянса, поэтами и писателями созданы новые формы в литературе.
В числе научных достижений древних египтян — создание оригинальной системы письма, математика, практическая медицина, астрономические наблюдения и возникший на их основе календарь.
Интерес к памятникам, артефактам и археологическим раскопкам в Древнем Египте, возникший на рубеже XVIII—XIX веков, привёл к созданию науки (см. Египтология) и возникновению некоторых тенденций в моде (см. Египтомания, Египтизирующий стиль).